# Bill Buchanan (personnage fictif)
Pour les articles homonymes, voir Bill Buchanan et Buchanan.
Bill Buchanan est un personnage de la série télévisée américaine 24 heures chrono, joué par James Morrison et apparaissant dans les saisons 4, 5, 6 et 7. Il est directeur de la Cellule anti-terroriste (CAT, en français) ou Counter Terrorist Unit (CTU, en anglais) de la saison 4 à la saison 6. Entre les saisons 5 et 6, il épouse Karen Hayes. Il sera de retour dans la saison 7, où il travaille en dehors des agences officielles afin de mettre au jour un complot impliquant des membres au plus haut niveau du gouvernement.
Bill se sacrifie dans la saison 7 épisode 14 pour sauver la présidente Taylor alors que la Maison Blanche est attaquée par le général Juma.

## Apparitions
- Avec un total de 64 apparitions, Bill Buchanan est 6e dans le classement des personnages les plus importants derrière Jack Bauer, Chloe O'Brian, Tony Almeida, Kim Bauer et David Palmer.